# Vlad II. Dracul
Vlad II. Dracul (* 1390 – † 1447) byl kníže Valašského knížectví a vazal uherského krále Zikmunda Lucemburského. Svou přezdívku Dracul (česky: drak) dostal díky příslušnosti k rytířskému Dračímu řádu, kam ho přizval právě Zikmund, uherský král.
Byl nemanželským synem Mircea I. Starého. Vyrůstal na dvoře Zikmunda Lucemburského, který ho v roce 1431 jmenoval guvernérem Sedmihradska, kde se v témže roce narodil i jeho syn Vlad III. Vlad II. aspiroval na valašský trůn, který se mu v roce 1436 podařilo obsadit s pomocí Uherska a sesadit z něj Alexandra I. Aldea, svého nevlastního bratra. O rok později (1437) byl přinucen uznat nadvládu Osmanů nad svým územím a v roce 1438 společně s nimi napadl Uhersko. Během jeho krátké nepřítomnosti na trůně Valašského knížectví zaviněné zajetím a uvězněním v Gallipoli, ho na trůnu na rok (1442) vystřídal jeho syn Mircea II.
Byl zavražděn na objednávku Vladislava[kdo?] v roce 1447, který dal o rok dříve zavraždit také jeho syna Mirceu II.[zdroj?]

## Děti
Z prvního manželství:
- Mircea II., vládce Valašského knížectví v letech 1442 a 1446
- Vlad III. Dracula (Vlad Țepeș), vládce Valašského knížectví v letech 1448, 1456–1462 a 1476

Z druhého manželství:
- Vlad IV., vládce Valašského knížectví v letech 1481 a 1482–1495
- Radu III. Pěkný, vládce Valašského knížectví v letech 1462–1473, 1473–1474 a 1474–1475